# Ludvík Hlavačka
Ludvík Hlavačka (16. srpna 1911 Staré Město u Uherského Hradiště – září 2005 Humpolec) byl český komunistický politik, generál Státní bezpečnosti (StB), v letech 1948 až 1950 velitel StB v Uherském Hradišti, v letech 1950 až 1954 velitel Pohraniční stráže. Měl zásadní podíl na budování infrastruktury tzv. železné opony v Československu. V letech 1955 až 1962 vykonával funkci náměstka ministra vnitra ČSSR. Jako aktivní účastník politických represí na Uherskohradišťsku a celé jižní Moravě se mj. podílel na mučení politických vězňů. Po Sametové revoluci byl kvůli tomu postaven před soud, ale kvůli vysokému věku a zdravotnímu stavu byl zproštěn obžaloby.

## Životopis

### Mládí a vstup do KSČ
Narodil se v rodině obkladače Martina Hlavačky a jeho manželky Anežky, roz. Dlapové. Otec Ludvíka Hlavačky byl organizován do r. 1921 v sociální demokracii, poté přešel s levým křídlem  do KSČ. Pokud mu to zdraví (ve stáří napůl hluchý) a zaměstnání (dlaždič – v sezoně se nemohl dostavovat na všechny schůze a diskuze) dovolilo, vždy se zúčastňoval politického života a řádně plnil své členské povinnosti. Také bratři Martin (nar. 1904), Jaroslav (nar. 1906) a Petr (nar. 1913) a sestra Marie (nar. 1909) byli členové KSČ. Už za první republiky byla rodina známa jako komunistická. Pro syna otec připravoval kariéru obchodníka, Ludvík však od mládí vyznával komunistické ideje. Otci pomáhal se sezónními pracemi, vydělával ale málo peněz a rodina žila v chudobě. To v něm rozvinulo dogmatický závazek k marxistické třídní doktríně. Poté, co se vzdal obchodních aktivit, vyučil se mechanikem, ale dlouho nemohl najít práci ve své specializaci. Byl členem mládežnické organizace Komunistické strany Československa. Po přestěhování do nedalekého Uherského Hradiště se pak stal významným krajským funkcionářem KSČ a byl mj. v úzkém kontaktu s vedoucími osobnostmi strany, jakými byli např. budoucí prezident republiky Antonín Zápotocký a budoucí ministr informací Václav Kopecký.

### Odbojová činnost a věznění
V období nacistické okupace se aktivně účastnil ilegální odbojové činnosti organizované KSČ. Organizoval tisk a distribuci letáků a nákup zbraní pro odboj. V roce 1942 se přestěhoval do Vídně. V březnu 1944 byl zatčen gestapem, umístěn do brněnské věznice a odsouzen k trestu smrti. Po neúspěšném pokusu o sebevraždu v cele pak podal žádost o milost německému říšskému protektorovi Wilhelmu Frickovi. Na doporučení Karla Hermanna Franka bylo žádosti vyhověno, trest smrti byl nahrazen deseti lety vězení (podmínkou milosti byl podle některých zdrojů souhlas s rolí informátora gestapa). Se skupinou dalších vězňů byl pak Hlavačka transportován do Lipska. Zde se 19. dubna 1945 dožil osvobození americkými vojsky. Americkým transportem posléze dorazil z Lipska do Plzně.

### Příslušník StB

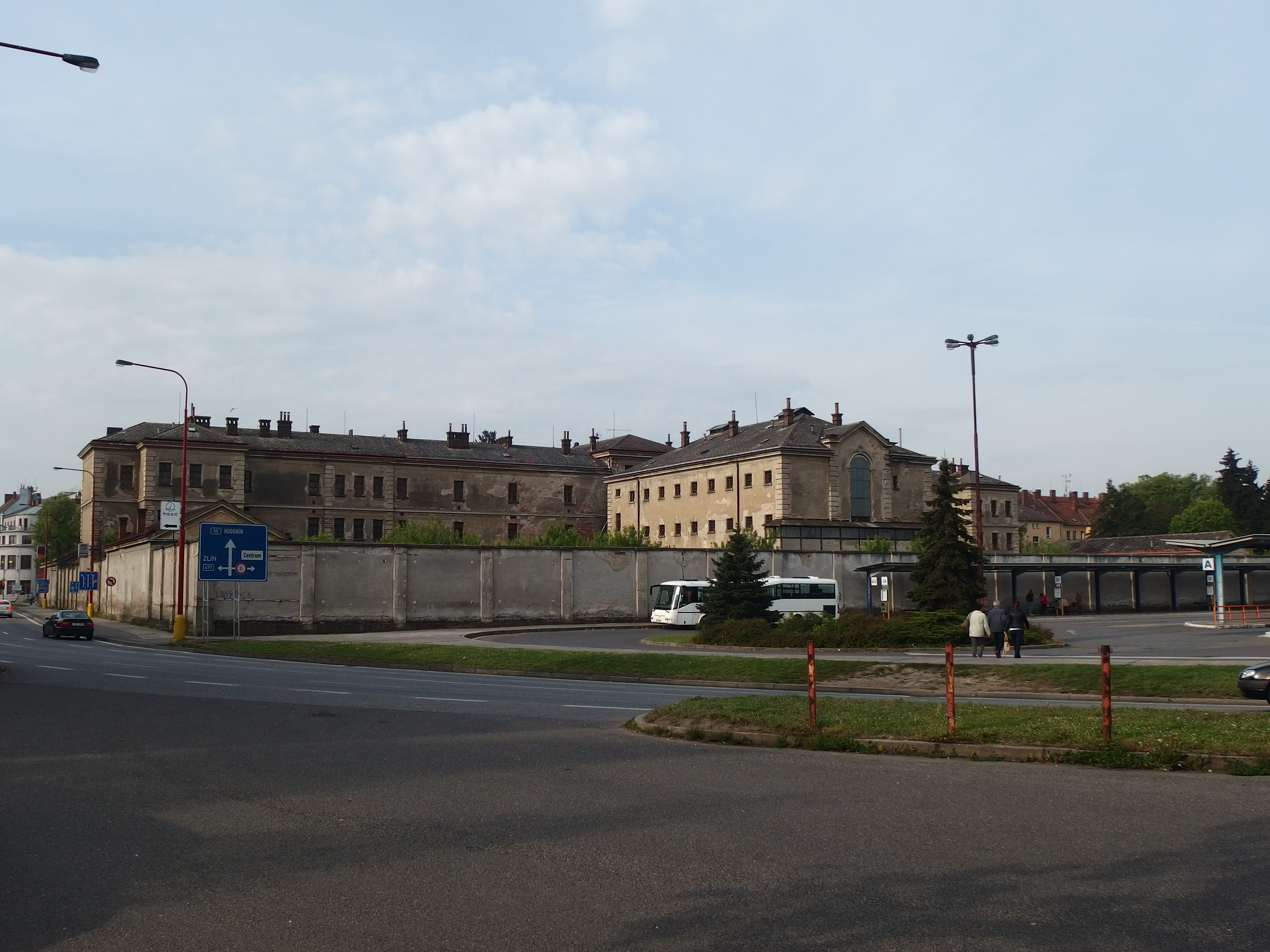
Věznice v Uherském Hradišti, kde se Hlavačka spolu s dalšími dopouštěli mučení vězňů

Po návratu do Československa byl kooptován do aparátu Komunistické strany Československa. Zpočátku se angažoval v mládežnické organizaci, ale již v červnu 1945 nastoupil do funkce u Mimořádného lidového soudu v Uherském Hradišti, který řešil především případy kolaborace s německou okupační mocí. Na podzim 1945 nastoupil do služeb Státní bezpečnosti. K 1. listopadu 1945 byl jmenován přednostou bezpečnostního oddělení v Brně, od 1. ledna 1948 v pak Uherském Hradišti. Během únorového převratu v roce 1948, který nastolil komunistický řežim v Československu, se Hlavačka aktivně podílel na zatýkání členů opozičních stran. V březnu téhož roku vedl v hodnosti kapitána správu StB na Uherskohradišťsku.
Následně sehrál významnou roli při potlačování protikomunistického odboje ve Zlínském kraji. Dohlížel na likvidaci odbojových skupin Světlana a Hory Hostýnské. 15. května 1949 byl zraněn při přestřelce s odbojářem Antonínem Daňkem v obci Božice a měsíc se pak léčil v nemocnici. Po svém zotavení se následně domáhal trestu pro své kolegy, kteří dle jeho vyjádření při akci „zbaběle ustoupili“ a lékaře, kteří „neposkytli včasnou pomoc“. V červenci 1950 byl povýšen do hodnosti podplukovníka.
Rovněž byl po jistou dobu zodpovědný za vedení věznice v Uherském Hradišti. V letech 1949 až 1954 (tedy nejen v době Hlaváčkova vedení věznice) zde bylo na základě politických obvinění popraveno 16 osob, 11 osob bylo ubito při výsleších a 2 osoby svévolně zastřeleny. Hlavačka a jeho podřízení, především vyšetřovatelé Alois Grebeníček, Jaroslav Tureček a Vladimír Zavadilík, a velitel útvaru StB Karel Govezák, zde intenzivně praktikovali brutální výslechové metody, včetně mučení elektrickým proudem (jedno ze zařízení Hlavačka sám navrhl). Takové metody zde byly považovány za zcela běžné a byly otevřeně zaznamenány v oficiální dokumentaci výslechů. Dr. Miroslav Kozlovský, tiskový mluvčí bývalého Přípravného výboru pro obnovu Orla, vyšetřovaný a týraný v Uherském Hradišti, napsal: „Uvádím seznam příslušníků StB Uh. Hradiště, z nichž většina byla zapojena do vyšetřování našich členů: Hlavačka – velitel StB, vyšetřoval el. proudem, Mareček – vyšetřoval el. proudem, Prokeš, Vyšinka – sadista, Dostál, Jelínek, Vrága, Říha, Šimčák, Obdrálek, Hučín, Kovář, Bláha, Kartuz, Lovecký, Haluza, Jež, Ondra – vyšetřoval el. proudem, Kryštof Čejka, Hanáček, Němeček, Rašile, Trubač, Vrána – sadista, Vranka, Gajdošík, Fridrich, Panáček, Veselý, Gagášek, Šerý, Růžička, Knot, Cyprys, Karásek, Olič, Řezníček, Radůněk, Žák, Beň, Čáň – vyslýchal el. proudem, Holub – sadista, Zavadilík, Grebeníček. Dnes většina z nich nežije. Kampaň proti Grebeníčkovi, otci dnešního politika, je částečně účelová, poněvadž Grebeníček st. nepatřil mezi ty nejhorší vyšetřovatele. Dnes po 50. létech nelze spolehlivě určit složení vyšetřovatelů u jednotlivých osob. Mě osobně vyšetřovali Čáň a Mareček a někdy Jež i další”.

### Velitel Pohraniční stráže
20. října 1950 byl Ludvík Hlavačka přeložen do Prahy a jmenován velitelem Československé pohraniční stráže. O deset dní později byl pak povýšen do hodnosti plukovníka. Od 1. ledna 1953 byl pak jmenován náčelníkem štábu (transformované a přejmenované) Pohraniční stráže Ministerstva národní bezpečnosti. Měsíc poté, 1. února 1953, mu byla udělena hodnost generálmajora.
Hlavačka do funkce nastoupil v době masivního budování tzv. pohraničních pásem a řadou překážek při překonávání hranic. Na základě jeho přímé intence byla provedena instalace elektrifikovaných plotů po celém obvodu československých hranic. Mezi lety 1948 až 1989 pak zemřelo na československé hranici jen na zásah elektrickým proudem celkem 95 osob (včetně úmrti několika pohraničníků vinou nehod). V této souvislosti o Hlavačkovi jeho kolegové s černým humorem říkali, že „elektřina byla Hlavačkovým koníčkem i v minulosti – při výsleších na StB“. Podél hranic vznikala mj. také minová pole.
Stejně tak Hlavačka posílil dohled nad obyvatelstvem pohraničních oblastí, zavedl zde nová omezení pohybu a ztížil přístup k mapám a příručkám pohraničních pásem. Jeho působení ve vedení Pohraniční stráže je považováno za klíčové při budování infrastruktury tzv. železné opony v ČSR s přímou příčinou řady úmrtí.
Bilance přechodu hranice směrem do západní Evropy přitom byla vysoká: jen za pouhých deset měsíců roku 1951 však bylo zaznamenáno 540 nelegálních přechodů československých hranic a 1 911 narušitelů, z nichž 182 použilo zbraně. Za Hlaváčkova působení rovněž došlo 17. listopadu 1953 k incidentu s mezinárodním přesahem, kdy byl československým pohraničníkem četařem Františkem Korbelem zabit západoněmecký důstojník Alois Huber. Korbel po několik měsíců přecházel hranice do NSR, kde od německého farmáře Schneidera nakupoval cigarety, kteríé následně pašoval a prodával v Československu. Když pak jednou narazil na Huberovu hlídku, setkání přerostlo v ozbrojenou konfrontaci, která skončila Huberovým zastřelením. Genmjr. Hlavačka následně udělill četaři Korbelovi trest 15 dnů domácího vězení.
Hlavačkovi podřízení v pohraniční stráži opakovaně zasílali stížnosti vyšším orgánům, mj. z důvodů jeho nemorálního chování, intrik s cizími manželkami, finančních podvodů a obecně neprofesionálního velení útvaru. Na vyšších pozicích jim však nebyla věnována pozornost. Potíže pro Hlavačku nastaly až na konci roku 1951, kdy byla zatčena skupina straníků okolo osoby Rudolfa Slánského, generálního tajemníka KSČ, která byla v následném politickém procesu odsouzena k vysokým trestům a řada z nich, včetně Slánského, byla popravena. Vztah Hlavačky ke Slánskému (oficiální styky, ochraňování jeho kroků, osobní přátelství) byl dobře znám. Dokázal se však záhy dostat do přízně ministra obrany a zetě prezidenta republiky Klementa Gottwalda, Alexeje Čepičky a nadále pak nebyl nijak postihován. Přesto kolem neustále vznikaly konfliktní situace. Za účelem snížení napětí byl tak v roce 1954 poslán ke studiu na Pohraniční vojenské škole Ministerstva vnitra SSSR v Moskvě.

### Náměstek ministra vnitra
Po návratu ze Sovětského svazu v roce 1955 byl Hlavačka z moci nejvyššího vedení Komunistické strany jmenován náměstkem ministra vnitra Československa Lubomíra Štrougala. Pod jeho pravomoc spadaly především polovojenské formace ministerstva vnitra: orgány vnitřní bezpečnosti, civilní obrany a mobilizační oddělení.
V prosinci 1956 obvinila Generální prokuratura Hlavačku z „porušování socialistické zákonnosti“ během jeho působení na přelomu 40. a 50. let. Je příznačné, že nejvíce negativních svědectví ohledně Hlavačky podali jeho někdejší spolupracovníci z Uherského Hradiště, Grebeníček a Govezák (Grebeníček k tomu měl osobní motiv: někteří jemu blízcí byli na Hlavačkův příkaz perzekvováni). Věc se však nijak nevyvíjela. Během svého působení ve funkci náměstka byl dvakrát vyznamenán vysokými řády.

### Rezignace
16. ledna 1962 rozhodlo politbyro ÚV KSČ o jeho uvolnění z funkce náměstka. Asi rok potom vedl výcvikové středisko Pohraniční stráže v Bruntále, poté získal pozici asistenta na kontrolním odboru Ministerstva vnitra. Zde se pokoušel obnovit své předchozí postavení, čehož se mu však nepodařilo dosáhnout. Negativní roli v této věci sehrálo také „náhlé“ odhalení informace o korespondenci jeho syna s britskou dívkou.
Během politických změn v rámci tzv. Pražského jara byl 31. května 1968 definitivně odvolán z ministerstva vnitra a poslán do výslužby. Více než dvacet let pak žil soukromým životem a vyhýbal se publicitě. Nepodílel se na politice tzv. normalizace strany a společnosti, i přes ideovou blízkost se nové politické struktury snažily nezapojovat v důležitých funkcích účastníky represí prvních let vlády KSČ.

### Po roce 1989
Po Sametové revoluci v roce 1989 se objevily požadavky postavit Hlavačku před soud za represe a násilí spáchané během jeho působení v Uherském Hradišti. V únoru 1997 okresní státní zástupce vznesl obvinění vůči Hlavačkovi, Grebeníčkovi a Zavadilíkovi z týrání a mučení vězňů v uherskohradišťském vězení. Hlavačka svou vinu popíral, ale toto popření bylo čistě formální, svědčily proti němu mj. jím podepsané protokoly. Vzhledem ke svému věku (86 let) a zdravotnímu stavu byl však v závěru prohlášen za nezpůsobilého nést trestní odpovědnost. Obdobné rozhodnutí padlo i ohledně Grebeníčka. V důsledku toho byl pouze Zavadilík odsouzen ke dvěma letům vězení.

### Úmrtí
Ludvik Hlaváčka zemřel v září 2005 v léčebně dlouhodobě nemocných v Humpolci, kam byl nedlouho předtím převezen z Prahy, ve věku 94 let.

### Soukromý život
Od roku 1947 byl Ludvík Hlavačka ženatý Vlastou Hlavačkovou, rozenou Dvořákovou, dcerou známého inženýra. V manželství měl syny Ludvíka mladšího a Pavla, oba synové byli, i přes otcovu příslušnost ke KSČ, pokřtěni podle katolického obřadu. Rodina žila v domě pro komunistické prominenty zvaném Molochov. Hlavačka se zajímal o myslivost a fantastickou literaturu.

### Ocenění
Byl držitelem několika státních vyznamenání, mj. Řádu rudé zástavy, udělovaného za zásluhy o bezpečnost ČSSR.